# Charles Ambrose Storey
Pour les articles homonymes, voir Storey.
Charles Ambrose Storey (21 août 1888 - 24 avril 1968) est un orientaliste britannique. 
Sa contribution la plus connue est son ouvrage intitulé Persian Literature: A Bio-bibliographical Survey, publié en cinq volumes entre 1927 et 2004. Il a été envisagé par Storey comme un contrepoint de la Geschichte der arabischen Litteratur (en) de Carl Brockelmann. 